# Ambroxolo
L'ambroxolo è un agente mucolitico espettorante utilizzato nel trattamento farmacologico di problemi respiratori associati con muco viscoso o eccessivo. È un principio attivo utilizzato in numerosi farmaci commerciali; esistono anche preparati a base di ambroxolo-acefillinato.
L'ambroxolo è un metabolita attivo della bromexina, e agisce per ridurre la viscosità delle secrezioni mucose frammentando le lunghe catene mucopolisaccaridiche, provocando colpi di tosse che aiutano a espettorare le secrezioni respiratorie mucose liquefatte, e aiuta a liberare e a mantenere liberi i bronchioli e gli alveoli, riducendo la dispnea.
L'ambroxolo aumenta la concentrazione di agenti chemioterapici nelle secrezioni facilitando una guarigione più rapida.
Esiste anche l'ambroxolo-acefillinato, in questo caso l'ambroxolo è coniugato con il derivato xantinico acefillina; si aggiunge all'attività muco-regolatrice dell'ambroxolo anche l'attività broncodilatatrice del derivato xantinico acefillina.
È venduto utilizzando diversi nomi commerciali come Mucosolvan e Fluibron o come farmaco equivalente: Ambroxolo EG, Ambroxolo Hexal, Ambroxolo Ratiopharm e Ambroxolo Mylan.

## Avvertenze
Aerosol: durante l'inalazione degli aerosol è consigliabile inspirare ed espirare normalmente perché a seguito di un'inspirazione troppo profonda potrebbe insorgere tosse da irritazione; nei pazienti particolarmente sensibili può essere utile preriscaldare l'inalato alla temperatura corporea prima della somministrazione.
Asma bronchiale: in caso di asma bronchiale è opportuno somministrare un farmaco spasmolitico prima dell'assunzione di ambroxolo per via inalatoria.
Ulcera peptica: l'ambroxolo deve essere somministrato con cautela nei pazienti con ulcera peptica, perché, in quanto mucolitico, può ridurre la funzione protettiva del muco gastrico nei confronti dell'acido cloridrico. L'ambroxolo per via sistemica non è raccomandato in pazienti con ulcera peptica.
Somministrazione parenterale: la somministrazione per endovena di soluzioni concentrate di ambroxolo deve avvenire per infusione; la somministrazione in bolo, senza diluizione, potrebbe determinare emolisi al sito di iniezione. La somministrazione per iniezione rapida endovena in bolo è stata associata a reazioni a livello del sistema nervoso centrale, la somministrazione intrarteriosa a edema locale e cicatrizzazione al sito d'iniezione; entrambe queste vie di somministrazione sono controindicate.
Somministrazione per infusione: somministrare l'ambroxolo per infusione endovena lenta (tempo di infusione > 2 ore), dopo diluizione con soluzione fisiologica o glucosata al 5% (500 mL). Una volta diluita, la soluzione per l'infusione può essere conservata per un tempo massimo di 12 ore. L'ambroxolo può essere anche somministrato senza pre-diluizione, tramite pompa d'infusione, sempre lentamente, con monitoraggio dell'equilibrio idroelettrolitico del paziente.
Trattamento tocolitico: l'ambroxolo può essere somministrato durante trattamento tocolitico. Il farmaco tocolitico e l'ambroxolo possono essere somministrati mediante lo stesso vaso, ma non diluiti nella stessa soluzione perfusionale a causa dei diversi tempi di somministrazione. In combinazione con il trattamento tocolitico, l'ambroxolo deve essere somministrato senza diluizione (con pompa di infusione) per evitare di somministrare una quantità eccessiva di liquidi al paziente.
Gravidanza: si consiglia cautela nella somministrazione di ambroxolo in gravidanza, soprattutto nel primo trimestre.
Allattamento: poiché viene escreto nel latte materno, nelle donne che allattano, l'ambroxolo va somministrato solo in caso di effettiva necessità.
Benzalconio cloruro: la presenza di benzalconio cloruro, come conservante, nelle forme farmaceutiche inalatorie di ambroxolo può determinare, dopo inalazione, broncocostrizione nei pazienti sensibili con iperreattività delle vie aeree.
Sorbitolo: nei pazienti con intolleranza ereditaria al fruttosio, la presenza di sorbitolo fra gli eccipienti delle forme farmaceutiche orali di ambroxolo può provocare disturbi gastrici e diarrea. Preferire specialità medicinali a base di ambroxolo che non contengano sorbitolo.
Glicerolo: la presenza, come eccipiente, di glicerolo in quantità elevata può provocare diarrea, emicrania, disturbi gastrici.
Acido benzoico: la presenza, come eccipiente, di acido benzoico, blando irritante, potrebbe indurre reazioni avverse a carico di cute, occhi e mucose. L'acido benzoico è stato associato anche a un aumento del rischio di ittero nei neonati.
Incompatibilità: l'innalzamento del pH provoca la precipitazione della base libera dell'ambroxolo. Non miscelare le soluzioni di ambroxolo (pH pari a 5) con soluzioni a pH > 6,3.